# Jacques Daems (senator)
Jacques Alphonse Daems (Antwerpen, 12 oktober 1877 - aldaar, 12 augustus 1953) was een Belgisch syndicalist en politicus voor de BWP.

## Levensloop
Daems was vakbondssecretaris in Antwerpen. In 1911-1913 was hij secretaris van de Algemene Diamantwerkersbond van België.
In 1921 werd hij verkozen tot socialistisch senator voor het kiesarrondissement Mechelen-Turnhout en bekleedde dit mandaat tot in 1929.